# Druhé impérium
Druhé impérium (anglicky Second Imperium) byl ve fiktivním rozšířeném světě Star Wars režim vzniklý osm let po rozpadu Galaktického impéria a jedna z několika imperiálních frakcí v galaxii usilujících o jeho obnovu. Frakci nazvanou jako Druhé impérium vedl temný Jedi jménem Brakiss a temná sestra Tamith Kai, kteří dříve sloužili císaři Palpatinovi, resp. hologramové projekci, kterou vytvořili čtyři nejmenovaní příslušníci z osobní imperiální gardy Palpatina. Druhé impérium vzniklo kolem roku 12 ABY a z počátku bylo součástí imperiálního loďstva zvaného Spojené válečné flotily, de facto samostatné frakce imperiálních velitelů po rozpadu Impéria. Druhé impérium zaniklo ve válce s Novou republikou po pouhých čtyřech letech, a to po bitvě o Praxeum, během níž zahynul její vůdce Brakiss.
Druhé impérium včetně postav Brakisse a dalších se nacházejí v tzv. „legendách“ neboli rozšířeném světě Star Wars, tj. dodatečně sepsaných beletristických děl navazujících na filmovou sérii, ale které jsou mimo oficiální kánon.